# Llengües pekodianes
Les llengües pekodianes són un subgrup de la família de les llengües carib. Les llengües són parlades als estats brasilers del Mato Grosso i Pará i constitueixen la branca més meridional del carib.
Meira i Chousou-Polydouri (2015) consideren que el pekodià ha descendit de les migracions caribanes que van venir del nord, ja que la diversitat lingüística carib es concentra al nord d'Amèrica del Sud.

## Llengües
Les llengües pekodianes són:
- Bakairí
- Ikpeng
- Arára de Pará
- Yarumá (Suyá)
- Amonap (Kuikuro–Kalapalo, Matipuhy)

## Classificació interna
Carvalho classifica les llengües pekodianes de la següent manera.
Branca pekodiana
- Bakairí
- Grup dialectal Kampot
  - Ikpeng
  - Arára de Pará
  - Apiaká do Tocantins
  - Parirí
  - Yarumá

El terme Kampot fou encunyat per Carvalho (2020) a partir de la innovació lèxica *kampot "foc" que defineix el clúster dialectal.

## Paraules de préstec
Les llengües pekodianes tenen diversos préstecs de llengües no caribanes, incloses les llengües yuruna i arawak.
El pekodià també pot haver influït en bororoanes i en altres famílies de llengües no caribs.